# MTORC
mTOR (”mammalian/mechanistic target of Rapamycin”) är ett serin/treonin-kinas som tillsammans med olika andra strukturella och regulatoriska proteiner (fyra eller fem) bildar två olika funktionella komplex (mTORC1 respektive mTORC2) med olika funktioner. Dessa enzymkomplex anses vara av central betydelse för processer som styr tillväxt, hälsa, sjukdom och åldrande; störningar i de signaltransduktionsvägar där dessa enzymkomplex ingår anses vara av betydelse när det gäller bland annat cancer, fetma, typ 2-diabetes och neurodegenerativa sjukdomar.
Oxidativ stress, insulin och olika tillväxtfaktorer (bland annat IGF-1), aminosyror (framförallt leucin) och olika specifika cellulära metaboliter såsom vissa fosforylerade hexoser och fosfatidsyra kan aktivera mTORC1 på ett indirekt eller direkt sätt. Aktivering av mTORC1 leder bland annat till adipogenes och ökad fettmassa, ökad protein- och lipidsyntes, samt påverkan på olika andra metabola processer såsom glykolysen och citronsyracykeln; autofagocyterande processer liksom lysosomala funktionen inhiberas dock av mTORC1. Aktivering av mTORC2 stimulerar också metabola processer, men också apoptos och cytoskelettets organisation.
Kinaset mTOR fick sitt namn baserat på att föreningen rapamycin (sirolimus) kunde hämma aktiviteten hos detta enzym; föreningen fick namnet rapamycin då den isolerades på ön Rapa Nui (Påskön) från en bakterie Streptomyces hygroscopicus. Initialt användes denna substans, som hämmar bland annat proliferation, mot svampinfektioner, men numera används den framförallt som immunosuppressivt läkemedel efter till exempel njurtransplantationer. På grund av sin effekt på proliferation har flera läkemedel, som hämmar mTOR eller dess aktivering, utvecklats. I syfte att utveckla ännu bättre läkemedel, mot bland annat cancer, pågår många kliniska prövningar med preparat som påverkar olika andra steg i de signaltransduktionskedjor där mTORC1 och mTORC2 ingår.
På molekylär nivå hämmar rapamycin aktiviteten hos mTORC1 genom att binda till proteinet FKBP12 som på ett inte helt klarlagt sätt interagerar med mTORC1 men ej med mTORC2. Aminosyror, framförallt leucin, anses verka på många olika sätt för att aktivera proteinsyntesen. Leucin kan bland annat stimulera mTORC1 genom att blockera inbindningen av ett inhiberande protein; även glutamat (glutaminsyra) är av betydelse för aktiveringen av mTORC1.
När det gäller regleringen av mTORC1 är ”tuberosis sclerosis complex” (TSC1/TSC2) med sin förmåga att påverka det GTP/GDP-bindande proteinet Rheb av centralt betydelse; Rheb-GDP inhiberar aktiviteten hos mTORC1 medan Rheb-GTP stimulerar densamma. Den inneboende GTPas-aktiviteten hos TSC1/TSC2 kan genom olika signaltransduktionsvägar och olika kinaser aktiveras eller inhiberas; insulins signaltransduktionsväg leder till exempel till inhibering av GTPas- aktiviteten medan aktivering av AMPK leder till stimulering av den inneboende GTPas-aktiviteten hos TSC1/TSC2.